# 鎧なき騎士
『鎧なき騎士』（よろいなききし、原題・英語: Knight Without Armour）は、1936年に撮影され、翌1937年に完成・公開されたイギリスの歴史映画である。

## 概要
ロシア革命を題材としたジェームズ・ヒルトンの小説の映画化作品であり、ジャック・フェデーが監督、マレーネ・ディートリヒとロバート・ドーナットが主演した。

## キャスト
| 役名                         | 俳優                     | 日本語吹替   | 日本語吹替   |
| 役名                         | 俳優                     | フジテレビ版 | テレビ東京版 |
| ---------------------------- | ------------------------ | ------------ | ------------ |
| アレクサンドラ・ウラディノフ | マレーネ・ディートリヒ   | 河村多鶴子   | 榊原良子     |
| エインズリー・フォザギル     | ロバート・ドーナット     | 戸田皓久     | 江原正士     |
| 公爵夫人                     | アイリーン・ヴァンブルー |              |              |
| ヴラディノフ                 | ハーバート・ローマス     |              | 村松康雄     |
| アドラキシン大佐             | オースティン・トレヴァー |              | 藤城裕士     |
| アクセルスタイン             | ベイジル・ギル           |              | 石森達幸     |
| マローニン                   | デヴィッド・トゥリー     |              |              |
| プーシュコフ                 | ジョン・クレメンツ       |              | 納谷六朗     |
| スタンフィールド             | フレデリック・カリー     |              | 塚田正昭     |
| トムスキー                   | フランクリン・ケルジー   |              | 加藤正之     |

- フジテレビ版：初回放送1963年8月26日『テレビ名画座』15:00-16:45

吹替その他：桑原睦子、大宮悌二
- テレビ東京版：初回放送1992年5月9日 ※ノーカット

吹替その他：吉水慶、伊井篤史

## スタッフ
- 監督：ジャック・フェデー
- 製作：アレクサンダー・コルダ
- 脚本：フランシス・マリオン、ラホス・ビロ
- 音楽：ロージャ・ミクローシュ
- 撮影：ハリー・ストラドリング
- 編集：フランシス・D・ライオン
- 衣裳：ジョルジュ・K・ベンダ

日本語版
※テレビ東京版
- 演出：高橋剛
- 制作：東北新社